# 渭干河
渭干河是中国新疆的一条河流，发源于天山南坡的温宿县博孜墩牧场，流经拜城县、新和县、库车市，在沙雅县塔里木乡央塔科巴什村汇入塔里木河，全长457千米，流域面积18,187平方公里。